# Uragano Nadine
L'uragano Nadine è stato un uragano irregolare di categoria 1 che è diventato il quarto uragano atlantico più longevo mai registrato. Come quattordicesimo ciclone tropicale, Nadine si è sviluppata da un'onda tropicale che viaggiava a ovest di Capo Verde il 10 settembre 2012. Il giorno successivo, essa si rafforzò diventando una tempesta tropicale. Dopo essersi inizialmente spostata verso nord-ovest, Nadine virò verso nord, ben lontano da qualsiasi massa continentale. Il 15 settembre, Nadine raggiunse lo status di uragano poiché stava curvando verso est. Subito dopo, un aumento del wind shear verticale indebolì Nadine e il 16 settembre tornò ad essere una tempesta tropicale. Il giorno successivo, la tempesta iniziò a spostarsi verso nord-est e a minacciare le Azzorre, ma il 19 settembre, Nadine virò verso est-sudest prima di raggiungere le isole. Ciononostante la tempesta produsse forti venti su alcune isole. Il 21 settembre, la tempesta curvò verso sud-sudest mentre si trovava a sud delle Azzorre. Più tardi quel giorno, Nadine passò in un'area extratropicale di bassa pressione.
A causa di condizioni favorevoli, il 24 settembre, i resti di Nadine si sono rigenerati in un ciclone tropicale, che ha iniziato a procedere lentamente attraverso l'Atlantico orientale. Alla fine, Nadine virò verso sud/sud-ovest, rallentando considerevolmente. Entro il 28 settembre, la tempesta deviò verso nord-ovest e si rafforzò diventando di nuovo un uragano. Il ciclone si intensificò ulteriormente e raggiunse il suo picco provocando venti con velocità fino a 140 km/h registrati il 30 settembre. Il giorno successivo, tuttavia, Nadine tornò allo stato di tempesta tropicale, poiché le condizioni stavano diventando sempre più sfavorevoli. Il forte wind shear e la diminuzione della temperatura della superficie del mare hanno indebolito significativamente la tempesta. Nadine passò a un ciclone extratropicale il 3 ottobre. I resti di Nadine transitarono per le Azzorre in 4 ottobre e hanno nuovamente portato venti relativamente forti sulle isole.